# 639 Latona
Latona è un asteroide della fascia principale del diametro medio di circa 71,25 km. Scoperto nel 1907, presenta un'orbita caratterizzata da un semiasse maggiore pari a 3,0172989 UA e da un'eccentricità di 0,1022515, inclinata di 8,57686° rispetto all'eclittica.
Stanti i suoi parametri orbitali, è considerato un membro della famiglia Eos di asteroidi.
Il suo nome si riferisce a Latona, figura della mitologia greca e madre di Apollo e Artemide.